# Zope
Zope（ゾープ、Z Object Publishing Environment）は、プログラミング言語Pythonで書かれた、オブジェクト指向ウェブアプリケーションサーバ、もしくはWebアプリケーションフレームワークである。Zope 2系列および、Zope 3が並行してリリースされている。Zope Public Licenseに基づき配布される自由ソフトウェアである。

## 概要
アプリケーションサーバ、ウェブサーバ、データベースの機能をすべて包含しているため、Zopeのみでの環境構築が可能である。導入時点で、ブログやウィキといったウェブアプリケーションが同梱されており、これらを組み合わせて容易にCMSが構築できる。より高機能なCMS、RDBMSとの連携など、様々な外部プロダクトによる機能拡張が可能である。
Zope の管理はウェブインターフェースの管理画面から行う。Pythonによる高度なカスタマイズが可能である。Zopeにおいてはすべては Python のオブジェクトであり、ZODBと呼ばれるオブジェクトデータベースに格納される。

## Zope 3
Zope 3は、Zope 2から全面的に再実装され、Webアプリケーションフレームワークとなった。Zope 2.8.1より、Zope 3 の機能を利用することができる。

## Plone
オブジェクト指向CMSとも言えるPloneは、Windows（XP以上）、Linux（CentOS、Ubuntuなど）、FreeBSD、Mac OS Xで動作する。最新版であるPlone3.3.5（2010年6月現在）のインストールには200MB以上のディスクスペースを必要とするが、これにはZope2.10.7およびPython2.4.5が含まれている。なお日本語文字コードはUTF-8となる。サイトの管理にはオブジェクト指向の考え方が必要で、ファイルマネージャーに近い感覚でコンテンツを取り扱うところに特徴がある。独自のWebサーバーを内蔵しているので、Apacheによる通常のWebサイトと共存するには、ポートの設定などに工夫が必要となる。